# Dean Tolson
Byron Dean Tolson (Kansas City, 25 novembre 1951) è un ex cestista statunitense, professionista nella NBA.

## Carriera
Venne selezionato dai Seattle SuperSonics al quinto giro del Draft NBA 1974 (80ª scelta assoluta).

## Palmarès
- Campione CBA (1980)
- Miglior stoppatore CBA (1979)